# Shao Jieni
Shao Jieni (邵杰妮S, Shào JiénīP; Anshan, 25 gennaio 1994) è una tennistavolista cinese naturalizzata portoghese, che ha rappresentato il Portogallo ai Giochi olimpici di Rio de Janeiro 2016.